# Gaëtan Van Goidsenhoven
Pour les articles homonymes, voir Goidsenhoven.
Gaëtan Van Goidsenhoven, né le 2 octobre 1973 à Uccle, est un homme politique belge francophone, membre du MR.
Bourgmestre d'Anderlecht de 2007 à 2012, il est actuellement député bruxellois, député de la Communauté française et président du groupe MR au Sénat.
Le bien-être animal fait partie de ses domaines de compétences privilégiés. Par ailleurs, à partir de 2013, il s'est attaché au Développement territorial, à l'Urbanisme et au Développement durable. En outre, en 2019, lors du processus d'urbanisation des zones de développement prioritaires à Bruxelles, il a dénoncé à plusieurs reprises les risques encourus en matière de densité, de préservation de la biodiversité, de mobilité et de qualité architecturale.

## Biographie
Gaëtan Van Goidsenhoven naît à Uccle le 2 octobre 1973.
Il passe son enfance et l'ensemble de sa scolarité à Anderlecht.
En 1997, il obtient un diplôme d'Histoire à l'Université Libre de Bruxelles.
Après un début de carrière en tant qu'historien aux Archives libérales francophones, il est lauréat en 2005 d'un examen de recrutement à la Communauté française. Il devient ainsi fonctionnaire au Service du Patrimoine culturel.

## Militant pour le bien-être animal
Administrateur de la Société royale protectrice des animaux Veeweyde, il en devient le président en décembre 2018. Il rappelle régulièrement  l'utilité mais aussi les difficultés auxquelles doivent faire face les refuges qui recueillent les animaux abandonnés ou saisis. Plus globalement, le bien-être animal fait partie de ses domaines de compétences privilégiés.
En 2022, Gaëtan Van Goidsenhoven et son parti s'opposent à l'abattage rituel sans étourdissement afin d’améliorer le bien-être animal, et s'ensuit un appel citoyen à ne plus voter pour le MR à Anderlecht,.

## Carrière politique
Gaëtan Van Goidsenhoven commence son engagement politique en 1995 auprès de Jacques Simonet. Il le suivra dans ses différentes fonctions politiques avant de devenir Président du CPAS d'Anderlecht en 2007.
En 2007, il est appelé à reprendre le maïorat d'Anderlecht, à la suite de la mort de Jacques Simonet. Il devient ainsi le plus jeune bourgmestre de la Région de Bruxelles-Capitale. Il occupera ce poste jusqu'en décembre 2012.

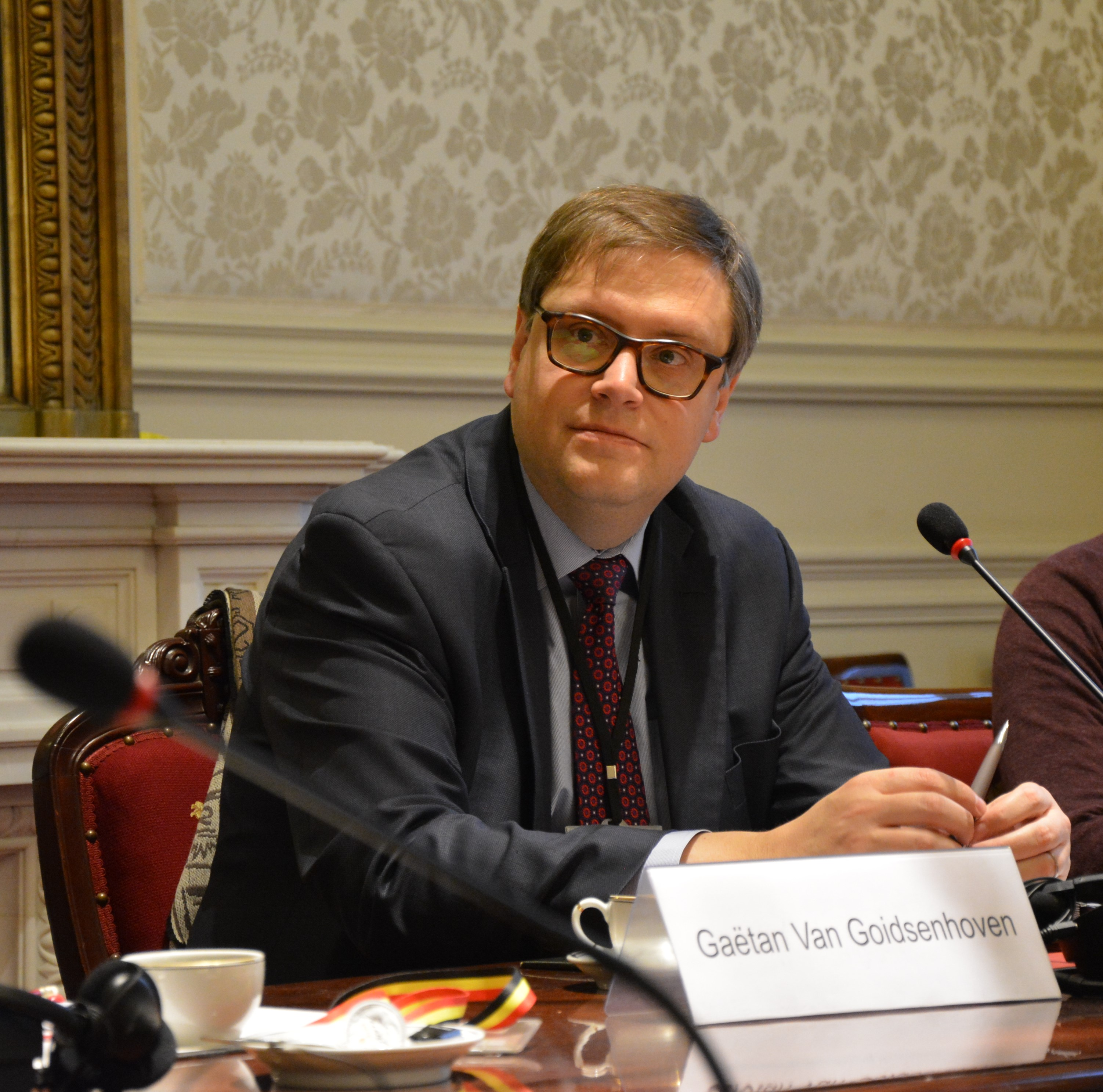
Gaëtan Van Goidsenhoven en salle de commission du Sénat de Belgique.

Il devient député au Parlement de la Région de Bruxelles-Capitale le 7 juin 2009.
Le 3 décembre 2012, il prête serment pour ses fonctions de Premier Échevin, chargé du Développement territorial, de l'Urbanisme et du Développement durable. Des compétences dont il s'est fait une spécialité également au niveau régional.
À la suite des élections communales d'octobre 2018, bien qu'il ait conservé le meilleur score en termes de voix de préférence à Anderlecht, le MR est renvoyé dans l'opposition.
Gaëtan Van Goidsenhoven est réélu député bruxellois lors des élections régionales du 26 mai 2019.
Il prête serment comme Sénateur le 4 juillet 2019 et est désigné chef de groupe MR au Sénat le 8 octobre de la même année.
Il fait partie des cosignataires de la proposition de loi spéciale visant à étendre le droit de vote des Belges résidant à l'étranger, un texte déposé au Sénat le 18 novembre 2019 et pris en considération lors de la séance plénière du 22 novembre.
Le 17 décembre 2019, Gaëtan Van Goidsenhoven a, au nom du Mouvement Réformateur, signé le Pacte pour la Belgique de l'asbl B-Plus en compagnie de plusieurs autres représentants de partis démocratiques francophones et néerlandophones.
Lors du processus d'urbanisation des zones de développement prioritaires à Bruxelles par le Gouvernement Vervoort II et Vervoort III, il dénonce à plusieurs reprises les risques encourus en matière de densité, de préservation de la biodiversité, de mobilité et de qualité architecturale. Mettant en garde contre le danger de "néo-Bruxellisation", il critique également le caractère antidémocratique de la procédure et formule une proposition d'ordonnance afin d'instaurer un mécanisme de participation citoyenne en amont de l'élaboration des grands projets urbains.
Gaëtan Van Goidsenhoven est membre de l’Assemblée Parlementaire de la Francophonie et défenseur de l’usage du français. Il dénonce le recours systématique de l’anglais, notamment par les autorités bruxelloises. Il a, par exemple, plaidé pour que les « Heritage days » retrouve leur dénomination originale : les journées du Patrimoine.
Gaëtan van Goidsenhoven est également le président de la plateforme espace du Sénat belge. Il a fait voter des textes visant à réduire la pollution spatial et à encadrer l’exploitation des ressources dans l'espace, entre autres.

## Fonctions politiques
- Sénateur (depuis le 4 juillet 2019), chef de groupe MR (depuis le 8 octobre 2019)[24] et co-président du Comité fédéral relatif aux questions européennes[25].
- Député au Parlement de la Région de Bruxelles-Capitale (depuis le 16 juillet 2009) et chef de groupe au Parlement de la Cocof [26].
- Député au Parlement de la Fédération Wallonie-Bruxelles (depuis septembre 2016) [27].
- Chef de groupe MR au Conseil communal d'Anderlecht.
- Conseiller communal (2012- ...)[24].
- Premier échevin chargé de l'Urbanisme, de l'Environnement et du Développement durable (2012-2018).
- Bourgmestre d'Anderlecht (2007-2012).
- Président du CPAS d'Anderlecht (2007)[28].
- Conseiller CPAS (2001 - 2007)[27].